# K-Mélia
Pour les articles ayant des titres homophones, voir Camelia et Camellia.
 (mai 2010).
Si vous disposez d'ouvrages ou d'articles de référence ou si vous connaissez des sites web de qualité traitant du thème abordé ici, merci de compléter l'article en donnant les références utiles à sa vérifiabilité et en les liant à la section « Notes et références ».
 (août 2019).
K-Mélia est un groupe de rap congolais, formé le 20 juillet 1993 à l'université de Kinshasa (RDC).

## Biographie
Dès ses débuts, le groupe s'ancre dans la culture hip-hop, mais soucieux de faire entendre sa musique au-delà des mers et océans, K-Mélia innove en créant son propre style, le RPK (rap purement kinois) : une symbiose exotique mêlant hip-hop et musique typique (rumba congolaise), communément appelée ndombolo. 
Le RPK, inventé par le groupe K-Melia, est donc un métissage de la culture hip-hop occidentale et des musiques traditionnelles congolaises, plus particulièrement kinoises.

## Discographie

### Singles
- 1996 : Yo! Bazotinda yo
- 1998 : Hi Ho Ha
- 2003 : Na n'ko
- 2004 : Mc tralala
- 2005 : Shawarma
- 2006 : Mambonzi
- 2013 : EP Starta
- 2016 : Singe Mapeka
- 2023 : Single Ba Ndimaka Te

### Albums
- K-Melia Mokonzi (2004)
- EP Starta (2013)

## Membres du groupe
- Pharaon Kastro
- Jazz Pam DreamCha
- Saint Cleer
- Dede Na Solo
- Aspirine
- Roméo
- Ahmed SLM
- Père Abraham
- Quentin Musibon